# اچ‌ام‌اس آلبیون (ال۱۴)
اچ‌ام‌اس آلبیون (ال۱۴) (به انگلیسی: HMS Albion (L14)) یک کشتی است که طول آن ۱۷۶ متر (۵۷۷ فوت) می‌باشد. این کشتی در سال ۲۰۰۱ ساخته شد.